# Klaus Schmidt (Fußballspieler)
Klaus Schmidt (* 27. Juni 1941) ist ein ehemaliger deutscher Fußballspieler, der mit dem SV Alsenborn in den Jahren 1968 bis 1970 dreimal in Folge die Meisterschaft in der Regionalliga Südwest gewann.

## Laufbahn

### Verein, 1951 bis 1973
Zur Runde 1964/65 wechselte der 23-jährige Amateurfußballer Klaus Schmidt aus Ludwigshafen zum SV Alsenborn in die 1. Amateurliga Südwest. Von 1960 bis 1962 hatte er zuvor beim SV Phönix Ludwigshafen in der Oberliga Südwest 24 Spiele absolviert und war 1962 in die 2. Liga Südwest abgestiegen. Er entwickelte sich in Alsenborn rasch als Mittelläufer zum Mittelpunkt der Abwehr und war somit Garant für die freie Entfaltung des Offensivspiels um Spielmacher und Torjäger Lorenz Horr. Der Dorfverein holte sich die Meisterschaft vor dem FSV Schifferstadt und stieg zur Runde 1965/66 in die Regionalliga Südwest auf und belegte dort den neunten Rang. In der zweiten Runde – 1966/67 – konnte die Defensivabteilung um Abwehrchef Klaus Schmidt die Gegentrefferquote in 30 Verbandsspielen von 55 (1966) auf 43 Tore reduzieren. Die Mannschaft von Trainer Otto Render holte sich dann im dritten Jahr der Regionalligazugehörigkeit – 1967/68 – mit 87:21 Toren die erste Meisterschaft in der Regionalliga Südwest und zog damit in die Aufstiegsrunde zur Fußball-Bundesliga ein. Dort belegten die Pfälzer den dritten Rang hinter dem Aufsteiger Hertha BSC und Rot-Weiss Essen, aber vor Göttingen 05 und FC Bayern Hof. Den Titel im Südwesten verteidigten die Alsenborner 1969 mit 25 Gegentreffer, zogen wiederum in die Aufstiegsrunde ein und landeten erneut auf dem dritten Gruppenrang (ein Punkt hinter dem Aufsteiger Rot-Weiß Oberhausen und dem Freiburger FC). Nach der zweiten Meisterschaft zog es Kapitän Horr in die Bundesliga zu Hertha BSC und da auch der langjährige Trainer Otto Render durch einen tragischen Verkehrsunfall zu Tode gekommen war, standen dem SVA vor der Runde 1969/70 gravierende personelle Umbesetzungen bevor. Da war es gut, dass der Geologie- und Sportstudent Klaus Schmidt zumindest in der Defensive für die Kontinuität garantierte. Tatsächlich gelang Alsenborn mit dem neuen Trainer Heiner Ueberle 1970 der Titel-Hattrick mit nur 23 Gegentreffern in 30 Rundenspielen im Südwesten. In der Aufstiegsrunde blieb sich Alsenborn treu, belegte wiederum den dritten Rang hinter Arminia Bielefeld und dem Karlsruher SC und Klaus Schmidt beendete nach fünf erfolgreichen Jahren mit 135 Regionalligaspielen und vier Toren sein Engagement in Alsenborn und unterschrieb zur Runde 1970/71 beim VfR Heilbronn in der Fußball-Regionalliga Süd.
Zwei Runden spielte der Defensivspezialist mit überragendem Stellungsspiel in der Neckarstadt im Unterland beim VfR Heilbronn in der Regionalliga Süd und belegte jeweils mit den Trainern Frantisek Bufka und Fred Hoffmann die achten Plätze. Sportlich ragte aber der 2:0-Heimerfolg vor 15.000 Zuschauern am 12. Dezember 1970 in der 1. Hauptrunde im DFB-Pokal des Jahres 1971 gegen den Cup-Verteidiger Kickers Offenbach heraus. Libero und Ausputzer Schmidt hielt mit seinen Abwehrkameraden dabei die OFC-Angreifer um Horst Gecks, Erwin Kremers und Winfried Schäfer in Schach. In Heilbronn kamen nochmals 50 Regionalligaspiele mit drei Toren für Klaus Schmidt dazu. Zur Runde 1972/73 zog er in seine Kurpfälzer Heimat und schloss sich dem VfR Mannheim an. Mit den Mannheimer Rasenspielern feierte er die Meisterschaft in der 1. Amateurliga Nordbaden und durch den Erfolg in der Aufstiegsrunde gegen FC 08 Villingen, SSV Ulm 1846 und SC Baden-Baden auch den Aufstieg in die Regionalliga Süd zur Runde 1973/74. Im Sommer 1973 beendete Klaus Schmidt mit 32 Jahren seine Laufbahn.

### Auswahlberufungen, 1967 bis 1969
Am 20. September 1967, beim Länderspiel in Regensburg gegen Österreich, debütierte der Stopper vom SV Alsenborn in der deutschen Fußballnationalmannschaft der Amateure. Über die Jahreswende 1967/68 nahm er an der Asientour der DFB-Amateure mit den Länderspieleinsätzen gegen Thailand, Malaysia, Hongkong, Philippinen und Japan im Dezember 1967/Januar 1968 teil, wobei er jeweils die Mittelläuferposition bei den fünf siegreichen Freundschaftsspielen bekleidete. Sein elftes und letztes Länderspiel mit der Amateurnationalmannschaft bestritt Klaus Schmidt am 1. Mai 1969 in Hamm gegen Frankreich. Friedhelm Schulte stand im Tor und Erhard Ahmann, Hartwig Bleidick, Dieter Mietz und Friedhelm Haebermann komplettierten die Verteidigung.